# شرق أنجليا
شرق أنجليا (بالإنجليزية: East Anglia)‏ هي إحدى مناطق في شرق إنجلترا، والتي تقع محل مملكة شرق أنجلز الأنجلو-ساكسونية القديمة. اسم المنطقة منسوب إلى قبيلة الأنجل التي ترجع أصولها إلى منطقة تسمى أنغلن في شمال ألمانيا.
تشمل المنطقة أربع وحدات إدارية وهي مقاطعات نورفولك (وعاصمتها نوريتش) وسوفولك (وكبرى مدنها إبسويتش) وكامبريدجشير (وأشهر مدنها كامبريدج) ومدينة بيتربرو في أقصى شمال المقاطعة والتي تقع على نقطة التقاء عدة طرق برية مهمة وخط سكك حديدية رئيسي.